# Сувальдний замок

Принцип дії важільно-перемикного замка

Зсувальдний замок (англ. lever tumbler lock, рос. сувальдный замокз) — замок, таємна частина якого являє собою набір вирізаних пластин з фігурними вирізами, які при відкритті замку висуваються виступами на борідці ключа.

## Будова
У найбільш поширеній конструкції сувальдного замка проріз у вирізній пластині має таку форму, що в початковому положенні вона може вільно рухатися вгору-вниз, але коли борідка ключа входить в зачеплення з зубцем на хвостовику засува, вирізна пластина повинна зайняти певне положення, інакше виступ на хвостовику засува впирається в край прорізу вирізної пластини, не даючи заскочці просуватися далі. Нерідко в ключі для шухлядного замку використовуються відразу дві борідки (такий ключ часто називають «метеликом») — такий захід дозволяє збільшити таємність замка не збільшуючи кількість вирізних пластин, або використовувати «замкнуте кодове вікно», при використанні якого вирізні пластини можуть рухатися при повороті ключа як вгору, так і вниз.

## Рівень надійності

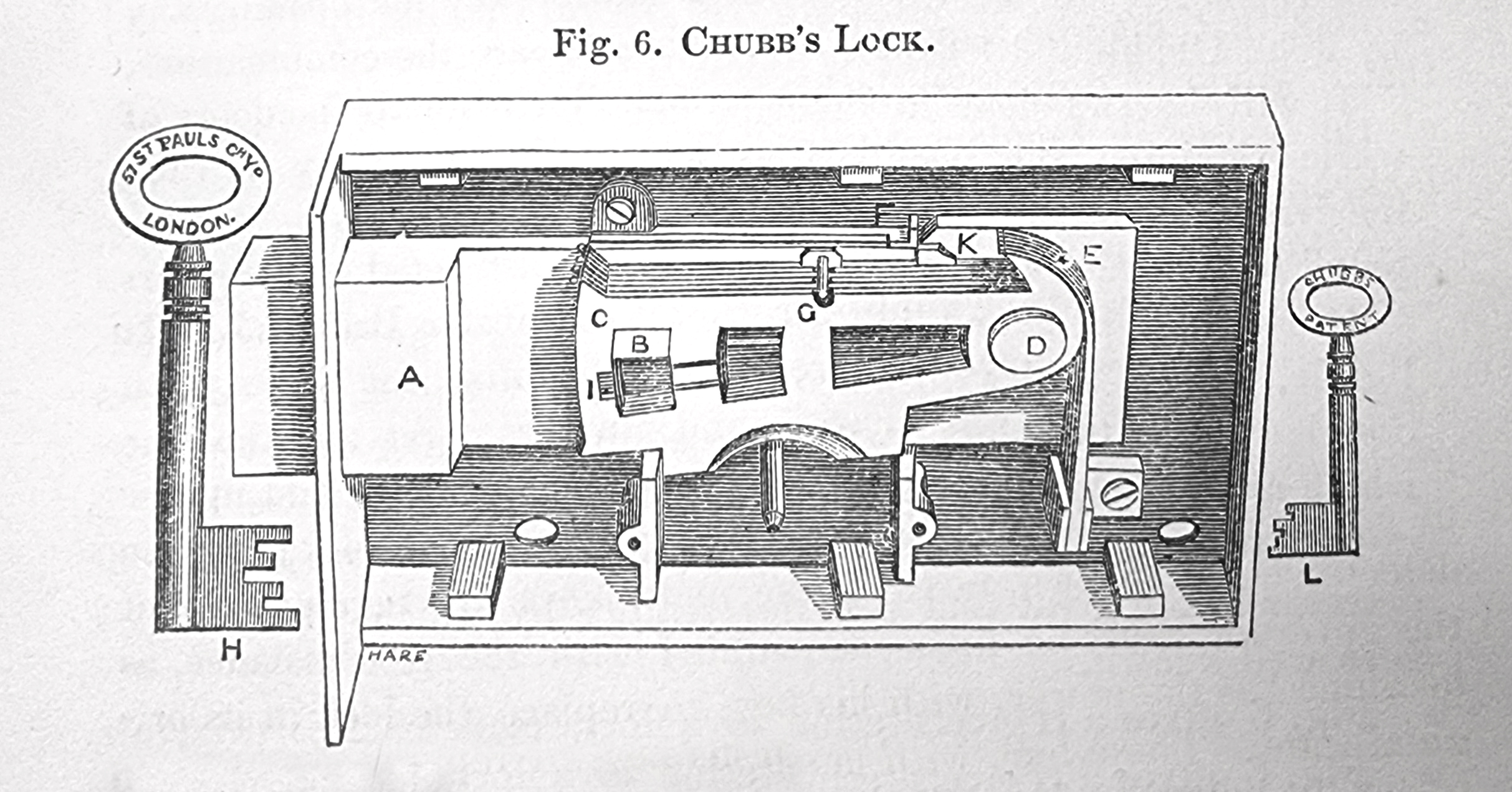
Будова сувальдного замка Чабба, середина XIX століття

Одним з недоліків пластиновисувного замку є великий розмір замкової щілини, в яку нескладно проходять відмикачки різних видів, а також знаряддя для силового злому замків. Однак в сучасних замках існує велика кількість рішень, які ускладнюють роботу зломника: такі, як змінна таємність ключа (понад 5 000 000 сполучень), помилкові пази у вирізних пластинах, відсічна вирізна пластина, жорсткі пружини на вирізних пластинах, розвернення щілини для ключа, зміщення свердловини для ключа, системи розпізнавання відмичок, захист від висвердлювання із застосуванням броньової сталі, захист від силового злому в вигляді підпружиненого штифта. Навіть в одному з перших сувальдних механізмів роботи англійського майстра Джеремії Чабба, створеному в 1818 році, була вбудована захисна вирізна пластина, що блокує замок при спробі відкрити його за допомогою відмички. Якщо блокування спрацьовувало, господареві потрібно було повернути ключ від замка у зворотну сторону, і тільки потім відчиняти замок, що не тільки ускладнювало роботу зломника, але і дозволяло господареві розпізнати спробу злому.
Циліндровий замок має змінну бляшку, яку можна замінити при втраті ключа. На відміну від нього для зміни ключа в пластиновисувному замкові проводиться його «перепрограмування», яке полягає в перестановці місцями або заміні вирізних пластин. Складніші замки можуть мати спеціальний механізм перепрограмування, який при задіюванні зчитує профіль уставленого в замок ключа, який надалі й буде використовуватися для відкриття замку.

## Історія
Винайдено і запатентовано Робертом Берроном у 1778 році в Англії.